# Australopithecus anamensis
Australopithecus anamensis là một loài thuộc Tông người sống khoảng từ 4,2-3,8 triệu năm trước.. Gần một trăm mẫu hóa thạch được biết đến tới từ Kenya và Ethiopia, đại diện cho hơn 20 cá thể. A. anamensis được chấp nhận rằng nó chính là tổ tiên của A. afarensis và tiếp tục một dòng dõi đang phát triển. Các bằng chứng hóa thạch đã xác định rằng Australopithecus anamensis là loài tông người sớm nhất trong Lòng chảo Turkana.

## Phát hiện
Mẫu hóa thạch đầu tiên của loài này, mặc dù không được công nhận vào thời kỳ đó, là một đoạn xương tay tìm thấy trong các địa tầng thuộc thế Pliocen trong khu vực Kanapoi ở phía đông hồ Turkana bởi một đội nghiên cứu của Đại học Harvard vào năm 1965. Mẫu này trong thời gian đó được coi là thuộc về Australopithecus một cách không dứt khoát và có niên đại khoảng 4 triệu năm trước. Cho đến tận năm 1987 thì đã có rất ít thông tin bổ sung cho loài này. Năm đó, nhà khảo cổ học người Canada là Allan Morton (với các thành viên của Koobi Fora Field School thuộc Đại học Harvard) đã phát hiện các phần của mẫu vật lồi ra từ sườn đồi phía đông bị xói mòn một phần của Allia Bay, gần hồ Turkana, Kenya.
Năm 1994, một nhà cổ nhân loại học người Kenya sinh tại London là Meave Leakey và nhà khảo cổ học Alan Walker đã khai quật khu vực Allia Bay và phát hiện một vài phần bổ sung của loài thuộc họ Người này, bao gồm một bộ xương quai hàm dưới còn nguyên vẹn, rất giống với xương quai hàm của tinh tinh thông thường (Pan troglodytes) nhưng răng của nó lại giống nhiều hơn với răng của người.
Năm 1995, Meave Leakey và các phụ tá của bà khi xem xét các khác biệt giữa Australopithecus afarensis và mẫu mới phát hiện, đã coi đây là một loài mới với danh pháp Australopithecus anamensis, lấy tên gọi cho nó từ tiếng Turkana anam có nghĩa là "hồ".
Mặc dù đội khai quật không tìm thấy xương hông, chân hay tay, nhưng Meave Leakey tin rằng Australopithecus anamensis thông thường hay leo trèo cây. Leo trèo cây là một hành vi của các loại vượn dạng người cho đến khi có sự xuất hiện của các loài Homo đầu tiên cách đây khoảng 2,5 triệu năm. A. anamensis chia sẻ nhiều dấu vết tương tự như Australopithecus afarensis và có thể là tổ tiên trực tiếp của nó. A. anamensis được coi là tồn tại từ khoảng 4,1 tới 3,9 triệu năm trước. Các mẫu cổ nhất đã biết được tìm thấy giữa hai lớp tro núi lửa, có niên đại 4,17 và 4,12 triệu năm, trùng khớp ngẫu nhiên với khu vực xuất hiện của các mẫu A. afarensis hóa thạch.
Các mẫu hóa thạch (tổng cộng là 21) bao gồm quai hàm trên và dưới, các phần của hộp sọ và các phần trên và dưới của xương chân (xương ống). Ngoài ra, phần xương cánh tay được tìm thấy 30 năm trước đó tại cùng khu vực Kanapoi này hiện nay đã được coi là của loài này.
Năm 2006, phát hiện mới về A. anamensis đã được thông báo chính thức. Phát hiện mới là khu vực gọi là Trung Awash, quê hương của vài phát hiện mới hơn về Australopithecus và chỉ cách khu vực phát hiện ra Ardipithecus ramidus khoảng 10 km (6 dặm), là loài hiện đại nhất thuộc chi Ardipithecus đã phát hiện được. Ardipithecus là chi vượn dạng người cổ hơn, được coi là bước kế tiếp đã biết ngay trước khi xuất hiện Australopithecus trên cây tiến hóa. Phát hiện về A. anamensis có niên đại khoảng 4,2 triệu năm trước, phát hiện về Ardipithecus ramidus có niên đại khoảng 4,4 triệu năm trước, khoảng cách giữa hai loài chỉ là 200.000 năm và điền đầy khoảng trống trong niên biểu tiến hóa vượn dạng người tiền-Australopithecus.